# Гова

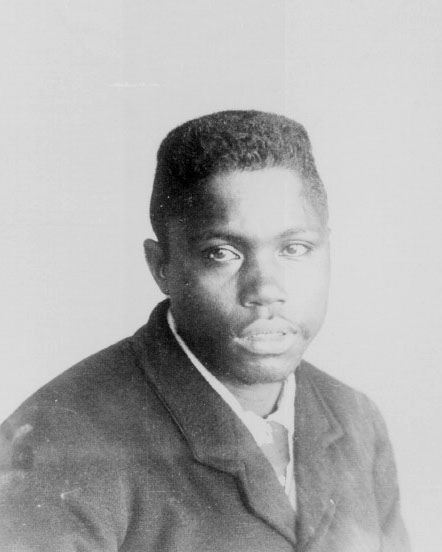
Представник касти гова, світлина 1896 року

Гова чи Гува (простолюдини, вільні люди) — одна з трьох історичних каст у королівстві Імеріна. До цієї касти відносяться рядові члени племені, що не володіють широтою повноважень, але все ж мають певні права, зокрема, право на земельний наділ.

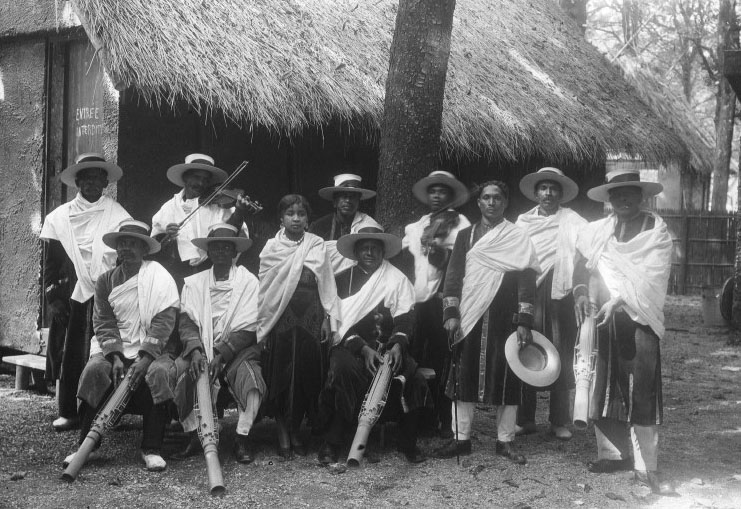
Оркестр гова, 1931 рік

Каста гова була найбільш численною в королівстві. Основу цієї касти становили землероби, ремісники й торговці. Соціальна структура гова була упорядкована за часів правління Раламбо (1575-1612). Гова ділилась на декілька груп, які не мали таких чітких меж, як в андріана. Ремісничі організації були сконцентровані у великих населених пунктах (найбільше — у столиці Антананаріву). Уся внутрішня торгівля контролювалася кастою гова (за зовнішню відповідала андріана). Селяни-гова поділялись на дві підгрупи: перша — обробляли менакелі (землю, яка була здана в довготривалу оренду), були прикріплені до землі, друга — обробляли менабу (державну землю) і сплачували тільки податки. Усі гова сплачували податки до державної скарбниці й мали відробити певну кількість днів на користь короля (панщини).
Представник касти гова міг був переведений у касту рабів за злочини або за борги, але й тоді він називався не андеву (раб) а заза-гова.
Відповідно до мемуарів Вільяма Елліса, у 1838 році, гова заборонялося виходити заміж за члена іншої касти та заза-гова. Винятком була королева, яка могла одружуватися з іншими представниками будь-якої касти, включаючи гову, і її діти вважалися від цього шлюбу зберігали усі королівські привілеї.